# Atemptat a l'estació de Parsons Green de 2017
L'atemptat a l'estació Parsons Green de 2017 es va produir a les 08:20 en un vagó del Metro de Londres quan arribava a aquesta estació de la línia District Line. Es van reportar almenys 22 ferits, que van ser traslladats a diferents hospitals. Les autoritats policials britàniques van tractar l'incident com un acte terrorista. Estat Islàmic va reivindicar aquest atac.

## Antecedents
L'atac va tenir lloc després d'una sèrie d'incidents terroristes al país com l'atemptat de Westminster de 2017 al març, l'atemptat de Manchester de 2017 al maig, l'atemptat de Londres de juny de 2017 i l'atemptat de Finsbury Park de 2017 al juny.

## L'atac
A les 08:20 (UTC +1) mentre un tren del Metro londinenc arribava a l'estació Parsons Green, un artefacte explosiu improvisat en un recipient embolicat en una bossa d'un supermercat Lidl, va esclatar produint una bola de foc. L'artefacte tenia cables a la vista així com un objecte que podria ser un temporitzador i una tovallola negra.
El Metro es troba normalment saturat en aquesta hora, motiu pel qual l'explosió hauria ferit almenys a 22 persones, moltes d'elles van ser traslladades al St Mary's Hospital de Paddington. Testimonis dels fet van descriure persones amb ferides en el rostre, encara que els cossos d'emergència van reportar que no hi havia víctimes amb perill de mort. Després de l'explosió, centenars de persones van abandonar intempestivament el vagó, provocant una estampida humana i que les persones marxessin caminant per les vies. En xarxes socials van circular imatges de l'artefacte explosiu encara en flames dins del vagó.
Reports policials preliminars van indicar que l'artefacte va esclatar parcialment, produint una deflagració i no pas una explosió completa.

## Conseqüències
Mark Rowley, de la policia antiterrorista de Londres, va definir l'explosió com un atac terrorista. Es va implementar després de l'atac un operatiu policial amb centenars de detectius de la Policia Metropolitana de Londres i l'agència d'intel·ligència britànica MI5 per tal de trobar els responsables. A més de l'anàlisi d'imatges del circuit tancat de televisió del tren i de l'estació, les autoritats van demanar que les persones enviessin fotografies i vídeos que poguessin ajudar a la justícia.

## Reaccions
- La primera ministra del Regne Unit, Theresa May, va comunicar que els seus pensaments estaven amb les víctimes de l'atac i amb "els serveis d'emergència que estan responent valentament a aquest incident terrorista".[8]
- El president dels Estats Units, Donald Trump, va expressar que "els terroristes perdedors han de ser tractats d'una manera molt més dura. 'Internet és la seva principal eina de reclutament que hem de tallar i utilitzar millor!"[9]